# Les Nans
Les Nans is een gemeente in het Franse departement Jura (regio Bourgogne-Franche-Comté) en telt 89 inwoners (2009). De plaats maakt deel uit van het arrondissement Lons-le-Saunier.

## Geografie
De oppervlakte van Les Nans bedraagt 8,3 km², de bevolkingsdichtheid is dus 10,7 inwoners per km².
De onderstaande kaart toont de ligging van Les Nans met de belangrijkste infrastructuur en aangrenzende gemeenten.

## Demografie
Onderstaande figuur toont het verloop van het inwonertal (bron: INSEE-tellingen).